# Tout ce qu'on ne s'est jamais dit
Tout ce qu'on ne s'est jamais dit (en anglais Everything I Never Told You) est le premier roman de l'autrice américaine Celeste Ng. Paru aux États-Unis en 2014, où il obtient la récompense de l'Amazon Best Book of the Year. Il a été traduit deux ans plus tard par Fabrice Pointeau et sort en France en 2016 chez Sonatine avant d'être aussi publié au format poche chez Pocket.
Ce livre raconte l'histoire d'une famille mixte sino-américaine. Entre secrets et mensonges, cette œuvre dépeint avec finesse les liens complexes qui peuvent unir les membres d'une famille.

## Résumé
Le 3 mai 1977, Lydia Lee, enfant du milieu de la famille Lee et fille préférée de sa mère, disparaît. Quelques jours plus tard, son corps est retrouvé au fond d'un lac voisin. Les parents de Lydia, James et Marilyn Lee sont horrifiés par la mort de leur fille. Tandis que les membres de la famille sont confrontés à la douleur de sa perte et à la recherche de la vérité sur ce qui s'est passé. La police va alors mener une enquête qui fera surgir de nombreux secrets, contrairement à leur croyance, les parents de Lydia vont découvrir qu'elle n'était pas la fille modèle et populaire qu'ils imaginaient. En réalité, très seule, Lydia n'avait quasiment aucun ami et ses notes avaient considérablement chuté.
La mort de Lydia amène James et Marilyn à réfléchir sur leur vie. Enfant d'immigrants chinois, James a toujours été naturellement doué à l'école, mais n'a jamais réussi à trouver sa place. En 1957, faisant son doctorat à Harvard, il rencontre Marilyn dans le cours de culture américaine qu'il enseignait et qu'elle suivait en tant qu'étudiante. Après l'obtention de son diplôme, James ne réussit pas à décrocher un poste de professeur à Harvard, il accepte donc par dépit une offre au Middlewood College, une université fictive dans l'Ohio. Quant à Marilyn, elle a grandi en ayant sa mère au foyer en aversion et a pendant longtemps souhaité devenir médecin. Lorsqu'elle rencontre James et prend conscience du racisme qu'il subit, Marilyn se sent connectée avec lui et les deux vont entamer une relation. En découvrant qu'elle est enceinte, Marilyn organise un mariage express avec James. Sa mère tente d'arrêter le mariage en découvrant les origines asiatiques de son époux, ce qui rendra Marilyn folle de rage.
Marilyn avait pour ambition de reprendre ses études de médecine après la naissance de son fils, Nathan. Mais, une fois tombée enceinte pour la deuxième fois, elle restera à la maison, sans travail, pendant huit ans. À l'annonce de la mort de sa mère, avec laquelle elle avait coupé les ponts, elle retourne dans sa maison d'enfance en Virginie pour s'occuper des affaires de la défunte. Elle réalise alors qu'elle est devenue ce que sa mère avait toujours voulu qu'elle devienne : une femme au foyer. Son pire cauchemar était devenu réalité. Marilyn décide donc d'abandonner sa famille pour poursuivre ses études universitaires, hélas, James croit que son départ est dû à la pression sociale et aux réactions face à une famille métisse.
Marilyn s'absente neuf semaines, pendant lesquelles elle découvre qu'elle attend un troisième enfant qui n'est autre qu'Hannah. Pour cette raison, elle décide de rentrer et comprend qu'elle n'aura jamais la force d'abandonner ses enfants pour poursuivre une carrière. En revenant auprès de ses enfants et de son mari, Marilyn va encourager Lydia à devenir médecin et la pousse sans relâche à suivre des cours de mathématiques et de sciences. Tandis que pendant l'absence de sa femme, James a commencé à favoriser sa fille Lydia et à se montrer plus sévère envers Nathan, dont l'isolement lui rappelle sa propre enfance. À cause de ce favoritisme, Nathan devient jaloux. Un jour, il  pousse Lydia dans le lac voisin, alors qu'elle ne sait pas nager. En voyant la facilité avec laquelle elle tombe dans l'eau, Nathan ne tarde pas à réaliser que Lydia ne mène pas non plus une enfance parfaite et qu'elle se noie sous le poids des attentes parentales. Il la sauve, et les deux deviennent proches.
Aujourd’hui adolescents, Lydia commence à fléchir sous le poids des attentes de sa mère et ne parvient plus à suivre le rythme soutenu des cours avancés de mathématiques et de sciences que sa mère l'encourage à prendre. Elle en a aussi assez de faire semblant d'avoir des amis pour faire plaisir à son père. Lydia commence à traîner avec Jack, un voisin qui habite à côté et que Nathan déteste, et qui a la réputation de séduire les filles de la ville.
Pendant ce temps, Nathan, qui a passé les dernières années à être ignoré par ses parents, est accepté à Harvard. Lydia a peur d'être abandonnée par son frère et cache sa lettre d'acceptation avant d'essayer de la déchirer. Nathan la surprend et s'énerve contre elle, leur relation autrefois solide, se brise. Lydia cherche alors à se réconforter dans les bras de Jack et espère aller plus loin avec lui, mais ce dernier avoue qu'il est amoureux de Nathan et que sa réputation de séducteur est un faux-semblant. De retour chez elle, Lydia est déterminée à révéler toute la vérité à son père et à sa mère ; leur parler de ses lacunes relationnelles et pédagogiques. La nuit tombée, repensant au jour où son frère l'a poussée dans le lac, Lydia décidé de s'y rendre. Elle souhaite simplement plonger et nager jusqu'à la rive, mais elle finit par se noyer.
La fin du roman se déroule dans le présent,  Marilyn découvre qu'après la mort de Lydia, James a commencé une liaison avec l'une de ses étudiantes diplômées, Louisa Chen, qui est également d'origine chinoise. Marilyn apprend que James pense qu'elle éprouve du ressentiment envers leur mariage parce que lui et les enfants ne sont pas blancs. James finit par quitter Marilyn. Cependant, James va revenir et ils vont doucement renouer.
Quant à Nathan, qui croit toujours que Jack est responsable de la mort de Lydia, le confronte près du lac, lui donnant deux coups de poing avant qu'Hannah, qui a deviné que Jack est amoureux de Nathan, l'arrête. Nathan tombe dans le lac où il réalise qu'il ne comprendra jamais la mort de Lydia et parvient à trouver une forme de réconfort. Jack l'aide à sortir du lac.

## Récompenses
Le livre a reçu plusieurs récompenses telles que le prix d’Amazon du livre de l’année en 2014 (Amazon Book of the Year Award). En 2015, il a aussi reçu le prix  du Massuchetts Book Award, le Prix Alex de l'American Library Association, et d’autres encore… En France, il été lauréat du Prix Relay en 2016.

## Critiques
Salué par la critique anglo-saxonne et par les lecteurs, Tout ce qu’on ne s’est jamais dit a été grandement complimenté pour son suspense d’une grande efficacité et la finesse avec laquelle Celeste Ng aborde des sujets parfois violents et nous livre une autopsie familiale à travers un roman intimiste aux airs de thriller.

## Adaptation télévisée
LD Entertainment (en) acquiert les droits du livre. Le producteur Michel De Luca, nommé aux Oscars est envisagé pour produire un film avec Julia Cox comme scénariste. En décembre 2018, Julia Roberts est pressentie pour jouer le rôle de Marilyn Lee.
Mais, en 2020, les droits achetés par LD Entertainment expirent, signifiant l’abandon du projet de long-métrage initial. Annapurna TV va alors, à son tour, acheter les droits du premier roman de Celeste Ng et prévoit de le co-produire avec A-Major sous forme d’une mini-série. Il est prévu que Megan Ellison, Sue Naegle, Patrick Chu et Ali Krug soient les producteurs exécutifs du projet pour Annapurna, tandis que Mary Lee sera la productrice exécutive d’A-Major.